# Rudersbergerbach
Der Rudersbergerbach oder auch Rudersberger Bach ist ein kleiner Bachlauf hauptsächlich im Bezirk Braunau an der Grenze zum Flachgau. Er ist ein linker Nebenbach der Oichten.

## Geographie

### Verlauf
Der Rudersbergerbach entspringt etwas oberhalb des Weilers Rudersberg (Gemeinde Perwang am Grabensee) und fließt auf seinen ersten Metern Richtung Westen. Nach seiner Quelle nimmt der kleine Bach mehrere kleine Gräben auf, bevor er einen Bogen nach Norden macht. Der Bach durchfließt nun den Weiler Rudersberg, dessen Namensgeber er auch ist, und ändert seine Fließrichtung nun wieder nach Westen. Ab dem Weiler Kastenauer (Gemeinde Nußdorf am Haunsberg) fließt der Rudersbergerbach parallel zum dort entspringenden Kastenauerbach. Hierbei bildet der Bach auf einem kurzen Abschnitt die Grenze zwischen Oberösterreich und Salzburg. In seinem Unterlauf fließt der Rudersbergerbach geradlinig in westliche Richtung, bis er einen guten Kilometer unterhalb von Rudersberg und wenige Meter oberhalb des Kastenauerbachs von links in die Oichten mündet. Nach dem Hennergraben bildet der Rudersbergerbach den zweiten größeren Zubringer der Oichten.

### Zuflüsse
Die beiden Hauptzuflüsse des Rudersbergerbachs sind zwei namenlose kleine Gräben, die in seinem Oberlauf zufließen. Beide Gewässer sind jedoch periodisch und führen nicht über das ganze Jahr Wasser.

## Nachweise
1. 1 2  Geodatenviewer Geoland.at des Geodatenportals der österreichischen Länder (Hinweise)